# إيرني نيومان
إيرني نيومان (بالإنجليزية: Ernie Newman)‏ (27 ديسمبر 1887 ببرمنغهام في المملكة المتحدة - ) هو لاعب كرة قدم بريطاني (وحمل سابقاً جنسية المملكة المتحدة لبريطانيا العظمى وأيرلندا) في مركز مهاجم داخلي. لعب مع توتنهام هوتسبير وستوكبورت كونتي ونادي والسول.